# San Andrés del Pedregal
San Andrés del Pedregal är en ort i Mexiko, tillhörande kommunen Ixtlahuaca i den västra delen av delstaten Mexiko. Orten hade 2 073 invånare vid folkräkningen 2010.